# Paws (filme)
Paws (bra: Falando pra Cachorro) é um filme independente australiano de 1997 dirigido por Karl Zwicky.
O filme é estrelado pelo guitarrista Nathan Cavaleri, com 15 anos na época, no papel de Zac, que passa por diversas aventuras com PC - um Jack russell terrier dublado por Billy Connolly.

## Elenco
- Billy Connolly - voz de PC
- Nathan Cavaleri - Zac
- Emilie François - Samantha Arkwright
- Sandy Gore - Anja
- Joe Petruzzi - Stephen
- Caroline Gillmer - Susie Arkwright
- Rachael Blake - Amy
- Norman Kaye - Alex
- Freyja Meere - Binky
- Kevin Golsby - comentarista da corrida de cachorros
- Rebel Penfold-Russell - Carla
- Alyssa-Jane Cook - Trish
- Daniel Kellie - Puck
- Matthew Krok - Bottom
- Gezelle Byrnes - Agnes
- Richard Carter - Cafe Owner
- Ben Connolly - Billy
- Charles Conway - Padre
- Julie Godfrey - Irmã Deidre
- Denni Gordon - cabeleireiro canino
- Heath Ledger - Oberon
- David Nettheim - Rabino
- Gulliver Page - operador do ventilador
- Nick White - pai de Zac